# Antiprisma pentagonal
En geometría, un antiprisma pentagonal es el tercer elemento de un conjunto infinito de antiprismas formado por una secuencia de 5 pares de triángulos laterales cerrado por dos tapas en forma de pentágono. Se compone de dos pentágonos paralelos pero girados, unidos entre sí por un anillo de 10 triángulos, con un total de 12 caras. Por lo tanto, es un dodecaedro no regular.

## Geometría

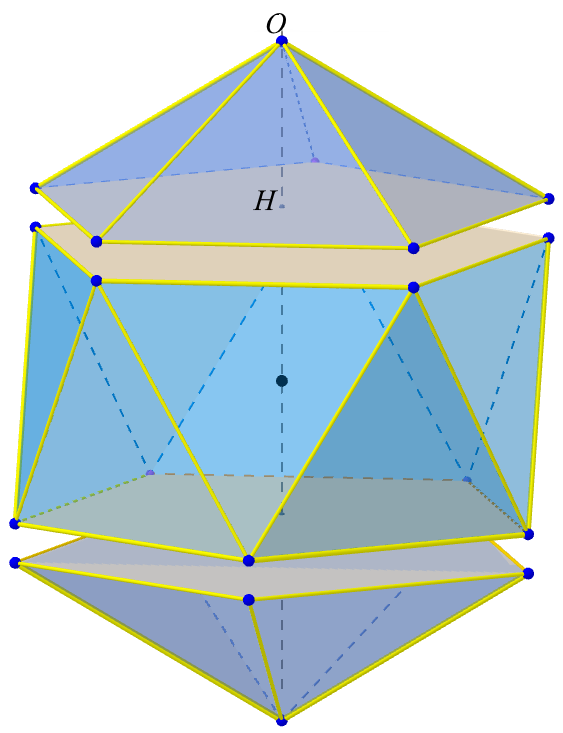
Un icosaedro regular se puede obtener haciendo crecer un antiprisma pentagonal con pirámides pentagonales.

Si todas sus caras son regulares (dos pentágonos regulares y diez triángulosequiláteros), es un poliedro semirregular. También puede ser considerado como un icosaedro  parabidisminuido, una figura formada por la eliminación de dos pirámidespentagonaless de un icosaedro regular dejando dos caras pentagonales adyacentes; una figura relacionada, el icosaedro metabidisminuido (uno de los sólidos de Johnson), se forma también a partir de un icosaedro mediante la eliminación de dos pirámides, pero sus caras pentagonales son adyacentes entre sí. Las dos caras pentagonales de cualquier forma se pueden aumentar con pirámides para formar el icosaedro.

### Relación con los politopos
El antiprisma pentagonal se presenta como un elemento constitutivo de algunos politopos de dimensiones superiores. Dos anillos de 10 antiprismas pentagonales se enlazan formando la hipersuperficie de un gran antiprisma 4-dimensional. Si estos antiprismas se aumentan con las pirámides pentagonales y se enlazan con anillos de 5 tetraedros cada uno, se obtiene el hexacosicoron.